# Suzuki Ichiro (bóng đá)
Suzuki Ichiro (sinh ngày 1 tháng 8 năm 1995) là một cầu thủ bóng đá người Nhật Bản.

## Sự nghiệp câu lạc bộ
Suzuki Ichiro đã từng chơi cho Grulla Morioka.